# 紫蓝狸藻
紫蓝狸藻（學名：Utricularia purpureocaerulea）为狸藻屬似多年生小型食虫植物。其种加词“purpureocaerulea”来源于拉丁文“purpura”和“caeruleus”，意为“紫色”和“深蓝色、深绿色”，指其紫蓝色的外表。紫蓝狸藻为巴西巴伊亚、戈亚斯和米纳斯吉拉斯的特有种，仅已知6处原生地。其陆生于岩石间潮湿的砂质土壤中，海拔分布范围为1000米至1600米。1838年，奥古斯丁·圣-希莱尔和弗雷德里克·吉拉德（Frédéric de Girard）正式描述了紫蓝狸藻。

## 外部連結
- 食虫植物照片搜寻引擎中紫蓝狸藻的照片 （页面存档备份，存于）

 维基共享资源上的相關多媒體資源：紫蓝狸藻
 維基物種上的相關：紫蓝狸藻